# Garça Futebol Clube
O Garça Futebol Clube é uma equipe brasileira de futebol da cidade de Garça, interior do estado de São Paulo. Sua fundação ocorreu em 1932 e foi refundado em 15 de fevereiro de 1965. A cor principal de seu uniforme é azul. Sua sede  está localizada na Rua Maria Isabel, 389 – No Bairro Labienópolis. Hoje a equipe se encontra licenciada da FPF
Manda seus jogos no Estádio Municipal Frederico Platzeck com capacidade para 6.630 pessoas. A sua maior conquista foi o título do Campeonato Paulista da Terceira Divisão (atual Série A-3) de 1969. O clube também possui dois vices no Paulistão da Série A-2: 1972 e 2000.

## História
Em 1932, havia na cidade paulista de Garça uma antiga agremiação chamada Garça Futebol Clube. Esse time disputava com outro, o Bandeirantes Futebol Clube, as atenções dos torcedores na cidade.
Nos anos de 1950, surgiu uma outra equipe com o nome Bandeirantes, mas era a Associação Atlética, que disputou o Campeonato Paulista de Futebol da Terceira Divisão (atual A3), em 1956 e em 1958.
Em 1942, Garça Futebol Clube e Bandeirantes Futebol Clube resolveram pela fusão de ambas as equipes, daí surgiu o Clube Atlético Brasil. Entretanto, em 1943, houve a necessidade de esse novo time voltar a se identificar com o nome da cidade e passou a se chamar Garça Esporte Clube. Em 1965, adota o nome que permanece até os dias de hoje, ou seja, voltou com o primeiro nome do início de sua origem nos anos 30.
O Estádio Municipal “Frederico Platzeck” foi inaugurado em 4 de outubro de 1966. Na inauguração dos refletores do Estádio Municipal a Equipe de Garça fez um jogo contra o gigante da Capital São Paulo Futebol Clube.
O Garça Esporte Clube, como equipe profissional, iniciou sua jornada em 1950, na Segunda Divisão (atual A2), e permaneceu até 1960, com uma ausência em 1953. De 1961 a 1964, afasta-se. Em 1965, já como Garça Futebol Clube, reinicia sua jornada e sagra-se campeão da Terceira Divisão, em 1969, e retorna para a Segunda, em 1970, permanecendo nela até 1976.
Depois de mais algumas participações na Terceira Divisão, voltou para a divisão de acesso em 1985. Ao todo, totalizou 41 participações nos campeonatos organizados pela Federação Paulista, tornando-se um clube de futebol conhecido e respeitado em todo o estado. O Garça ficou também conhecido por ter revelado um dos maiores goleiros do futebol brasileiro Waldir Peres que jogou na equipe de 1969 sendo campeão paulista A3.

## Títulos

### Estaduais
- Campeonato Paulista A3: 1969

### Campanha de destaque
- Vice-Campeonato Paulista A2: 1972
- Vice-Campeonato Paulista A3: 1984
- Vice-Campeonato Paulista A3: 2000

## Estatísticas

### Participações
| Competição         | Temporadas | Melhor campanha         | Anos                                                          | A | R |
| Série A2           | 18         | Vice-campeão (1972)     | 1950-1952, 1954-1959, 1970-1976 e 1985-1986                   | – | 3 |
| Série A3           | 17         | Campeão (1969)          | 1960, 1967-1969, 1977-1979, 1984, 1988-1989, 1993 e 1997-2002 | 2 | 2 |
| Segunda Divisão    | 4          | 3º colocado (1996)      | 1966 e 1994-1996                                              | 2 | – |
| Série B2 (extinta) | 1          | 27º colocado (2004)     | 2004                                                          | – | – |
| Copa Paulista      | 1          | Quartas-de-final (1999) | 1999                                                          |   |   |